# 科爾米洛夫卡區

科爾米洛夫卡區（俄语：Кормиловский район），是俄羅斯的一個區，位於該國西南部，由鄂木斯克州負責管轄，面積1,098.23平方公里，2010年人口24,726，人口密度每平方公里12.96人。